# Roženpelj
Roženpelj je naselje v občini Trebnje.
Roženpelj je gručasto naselje na gričku. Obdaja ga vrtačast kraški svet z njivami Grahote, Kalnikje in Križmanca, travniki in pašniki ter obsežni listnati gozdovi Na gmajni, Osredku in Kozjeku s prevlado bukve. Na Rebrih je nekaj vaških vinogradov, v bližini pa tudi kraško brezno Pri jami. Njegova največja znamenitost je grad Kozjek, ki je star približno 120 let. Porušili so ga v eni od svetovnih vojn.